# Bonów (powiat puławski)
Bonów (Las Bonowski) – dawna wieś w Polsce położona w województwie lubelskim, w powiecie puławskim, w gminie Puławy.
W roku 1827 wieś w gminie i parafii Gołąb liczyła wówczas 10 domów i 103 mieszkańców.
Mieszkańcy wsi zostali wywłaszczeni w 1936 roku. Znaczna ich grupa nabyła ziemię od dziedziczki wsi Siostrzytów w województwie lubelskim, w powiecie świdnickim, w gminie Trawniki w celu założenia nowej osady, którą nazwali Bonów.
Na terenie wysiedlonej wsi powstał poligon Szkoły Podchorążych Lotnictwa w Dęblinie. Obecnie miejsce to ma charakter uroczyska, znajdującego się na terenie Lasu Bonowskiego, a w nim jedna kapliczka.